# Strawberry (Arkansas)
Strawberry es un pueblo ubicado en el condado de Lawrence en el estado estadounidense de Arkansas. En el Censo de 2010 tenía una población de 302 habitantes y una densidad poblacional de 51,34 personas por km².

## Geografía
Strawberry se encuentra ubicado en las coordenadas 35°58′00″N 91°19′12″O / 35.96667, -91.32000. Según la Oficina del Censo de los Estados Unidos, Strawberry tiene una superficie total de 5.88 km², de la cual 5.88 km² corresponden a tierra firme y (0%) 0 km² es agua.

## Demografía
Según el censo de 2010, había 302 personas residiendo en Strawberry. La densidad de población era de 51,34 hab./km². De los 302 habitantes, Strawberry estaba compuesto por el 96.36% blancos, el 0% eran afroamericanos, el 0% eran amerindios, el 0.66% eran asiáticos, el 0% eran isleños del Pacífico, el 0.66% eran de otras razas y el 2.32% pertenecían a dos o más razas. Del total de la población el 0.66% eran hispanos o latinos de cualquier raza.